# 타석수

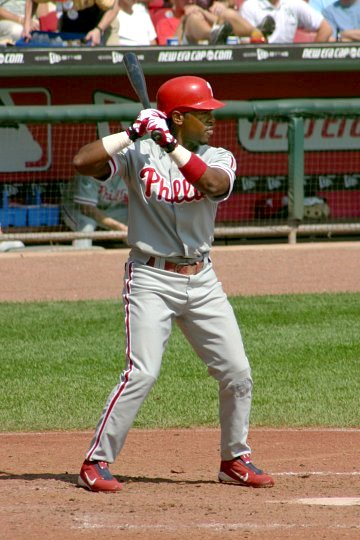
지미 롤린스.

야구에서 타석수(打席數, 영어: Plate Appearance, PA)은 타자가 타격을 할 수 있는 타석 안에 선 횟수를 말한다. 삼진 또는 1루에 도착하기 전에 아웃되거나, 병살타, 또는 누상에서 세이프가 되거나 볼넷, 타격 방해로 걸어나간 모든 경우를 말한다.